# 斯托爾尼奇鄉
44°34′00″N 24°47′00″E / 44.5667°N 24.7833°E
斯托爾尼奇鄉（羅馬尼亞語：Comuna Stolnici, Argeș），是羅馬尼亞的鄉份，位於該國中南部，由阿爾傑什縣負責管轄，面積74平方公里，海拔高度194米，2007年人口3,623，人口密度每平方公里49人。